# Zirkus Qaraghandy

Der Zirkus Qaraghandy

Der Zirkus Qaraghandy (russisch Карагандинский цирк) ist ein Zirkusgebäude in der kasachischen Großstadt Qaraghandy. Gegründet wurde der Zirkus 1983.
Das Gebäude wurde von 1975 bis November 1982 errichtet, basierend auf dem Entwurf des Architekten Alexander Georgijewitsch Bojkow. Die erste Aufführung fand am 14. Februar 1983 statt.

## Geschichte
Der Zirkus Qaraghandy wurde am 14. Februar 1983 nach siebenjähriger Bauzeit eröffnet. Am 29. August 2004 wurde trotz der Proteste des Architekten eine vier Meter hohe Skulptur, das ein Mädchen auf einem Ball zeigt, angebracht.
Im Jahr 2008 beschloss die Stadtverwaltung von Qaraghandy den Zirkus für umfangreiche Reparaturmaßnahmen im Rahmen von 248 Millionen Tenge zu schließen. Diese waren notwendig geworden, da das Gebäude seit der Eröffnung nicht renoviert wurde.
Am 2. Juli 2010 brach in der Kuppel bei Schweißarbeiten ein Feuer aus, das circa zehn Prozent der Kuppel zerstörte. Es gab keine Todesfälle oder Verletzte.